# Novasalenia
Novasalenia is een geslacht van uitgestorven zee-egels uit de familie Saleniidae.

## Soorten
- Novasalenia predbojensis Zitt & Geys, 2003 † Laat-Cenomanien, Tsjechië.
- Novasalenia plananyensis Zitt & Geys, 2003 † Laat-Cenomanien, Tsjechië.